# 우에노하라역
우에노하라역(일본어: 上野原駅, うえのはらえき)은 일본 야마나시현 우에노하라시에 있는 JR 동일본 주오 본선(주오 쾌속선)의 철도역이다.

## 타는 곳
| 1 | ■주오 본선 | 다카오・다치카와・신주쿠・도쿄 방면 |  |
| 2 | ■주오 본선 | 오쓰키・고후・고부치자와 방면       |  |

## 역세권 정보
- 우에노하라시청
- 우에노하라 경찰서
- 주오 자동차도 우에노하라 나들목
- 가쓰라강

## 역사
- 1901년 8월 1일: 영업 개시.
- 1981년 3월 9일: 남쪽 역사 설치.
- 1987년 4월 1일 : 일본국유철도 분할 민영화에 의해, 동일본 여객철도가 승계.
- 2001년 11월 18일: IC 카드 스이카 사용 개시.

## 인접역
| 동일본 여객철도 주오 본선  | 동일본 여객철도 주오 본선 | 동일본 여객철도 주오 본선  |
| -------------------------- | ------------------------- | -------------------------- |
| JC 26 후지노 도쿄 방면     | 주오 쾌속선               | JC 28 시오쓰 오쓰키 방면   |
| JC 26 후지노 다치카와 방면 | 주오 본선 보통            | JC 28 시오쓰 마쓰모토 방면 |